# Епіфіти

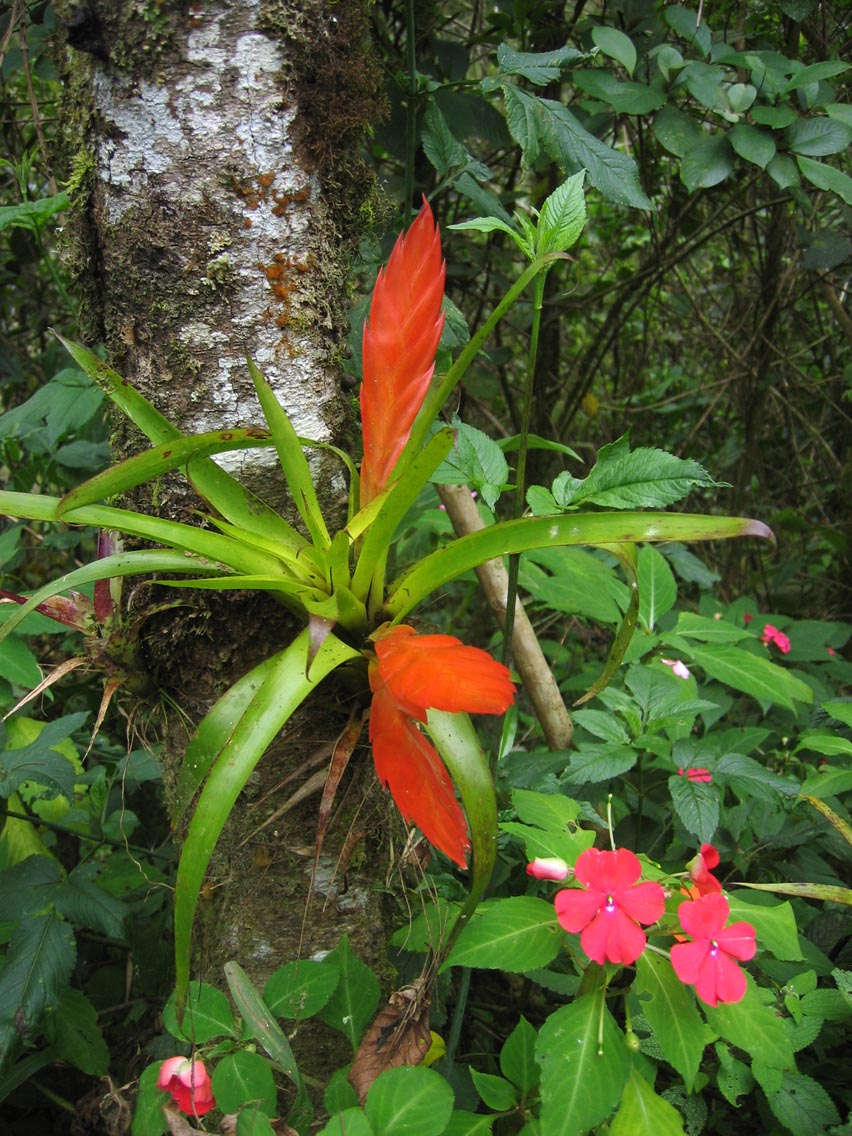
Епіфітна рослина на стовбурі дерева, район Оросі, Коста-Рика

Епіфі́ти (від грец. ἐπι- — «на», та φυτόν — «рослина») — організми, що ростуть на іншому рослинному організмі, на стовбурах і гілках дерев, використовуючи їх як опору (напр., деякі водорості, лишайники, тропічні орхідеї, бромелії) та при цьому отримують поживні речовини з довкілля, а не з субстрату, на якому існують. Окрім епіфітів, що ростуть у наземних умовах, існує багато водних видів водоростей, котрі є епіфітами на інших водоростях або водних квіткових рослинах.
Епіфіти мають пристосування для прикріплення та вловлювання води та поживних речовин із повітря.
Епіфіти не є паразитичними рослинами, вони ростуть незалежно від рослини-опори і потребують від неї винятково фізичної підтримки. Очевидною перевагою епіфітів, особливо в щільно зарослій деревами місцевості, є можливість не залежати від ґрунту і знаходитись ближче до джерел світла; також епіфіти менше випасаються травоїдними тваринами. Але при занадто щільному наростанні епіфітів вони можуть ушкоджувати рослину-опору.
Епіфіти мають велике значення для деяких видів тварин, формуючи середовище їхнього помешкання — такими тваринами є деякі жаби та членистоногі.
Найвідомішими епіфітами є мохоподібні, лишайники, орхідеї та представники родини Бромелієвих, але епіфіти можуть бути знайдені практично у будь-якій таксономічній групі рослин; більш того, термін «епіфіт» часто використовується і для бактерій. Найбагатші та найрозвинутіші спільноти епіфітів зустрічаються в тропічних лісах (особливо у вологих), але мохоподібні та лишайники є доволі звичайними епіфітами помірного та навіть арктичного кліматичного поясу.
На території України (та Європи загалом) час від часу можна побачити трави, чагарники, та навіть дерева, що ростуть на розвилках гілок інших, більших дерев. Але це лише випадкові місця проростання неепіфітних видів. Серед судинних рослин епіфіти, яким була б притаманна справжня коренева система, на території Європи не трапляються. Найчастіше йде мова про групу епіфітних мохоподібних, які ростуть на корі і гілках живих дерев або епіфітних лишайників

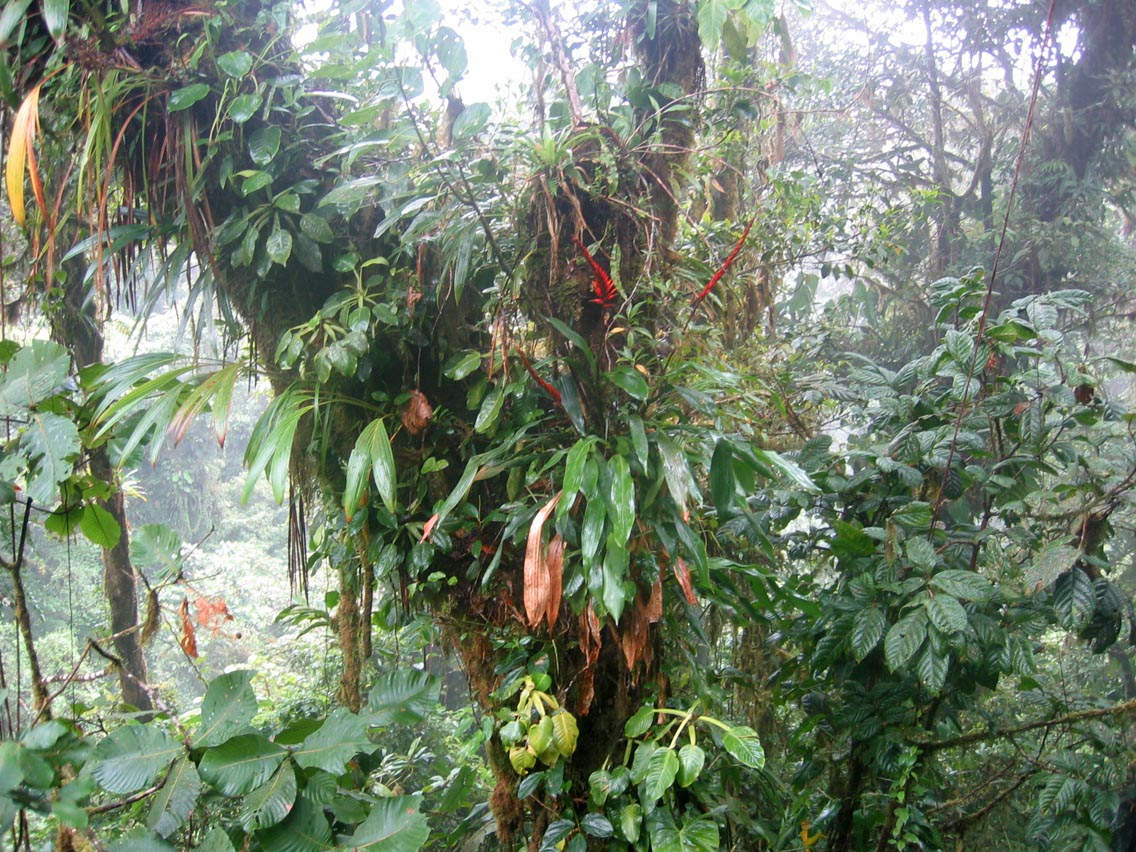
Угруповання епіфітів на дереві, вологий ліс, Коста-Рика.

Перше фундаментальне дослідження епіфітної флори було опубліковане ботаніком Шимпером у 1888 році, і називалось "Die epiphytische Vegetation Amerikas" («Епіфітна флора Америки»).

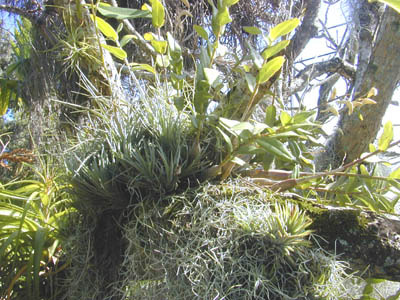
Епіфітна спільнота з орхідей та бромелієвих, Гавайські острови.

## Класифікація епіфітів за А. Шимпером
1888 року німецьким ботаніком А. Шимпером було складено класифікацію, у якій епіфіти розділено на чотири групи: протоепіфіти, гніздові та кишенькові епіфіти, резервуарні епіфіти, напівепіфіти. Вони поширені по всій земній кулі

## Епіфіли
Дрібні епіфіти, які оселяються на листках, але не на гілках і стовбурах, інших рослин, головним чином вічнозелених, називаються епіфілами. Серед епіфілів переважно водорості, мохи, лишайники, рідко – квіткові. Тривалість життя епіфіла обмежена часом існування листка, на якому мешкає рослина.